# Richard Howitt
Richard Howitt (født 5. april 1961) er siden 1994 britisk medlem af Europa-Parlamentet, valgt for Labour Party (indgår i parlamentsgruppen S&D).